# Stadionul Anghel Iordănescu
Stadionul Anghel Iordănescu (fost Niță Pintea) este un stadion multifuncțional din Voluntari, județul Ilfov, România. Acesta este folosit în principal pentru meciuri de fotbal și este terenul propriu al echipei FC Voluntari. Are o capacitate maximă de 4.518 de locuri, toate pe scaune. Stadionul dispune de o instalație de nocturnă de 1.500 lucși, inaugurată pe 13 octombrie 2017.
Stadionul a fost numit după legendarul jucător și antrenor român Anghel Iordănescu.